# Advanced Design System
Advanced Design System, kurz ADS, ist eine Simulationssoftware der Firma Keysight Technologies zur Simulation von elektrischen Schaltungen für die Hochfrequenztechnik und stellt in diesem Segment einen Industriestandard dar.
ADS stellt unter anderem eine komplette Entwicklungsumgebung für die Berechnung und Dimensionierung von Leiterbahnstrukturen zur Verfügung. Dies umfasst die Dimensionierung, Simulation und Optimierung von Hochfrequenzmodulen, beispielsweise im Bereich von Streifenleitungen (Mikrostrip), zur Optimierung von Antennenbauformen wie der PIF- und Patchantennen, oder die Auslegung von Impedanzkonvertern inklusive der dazu diskret eingesetzten elektronischen Bauelemente wie HF-Transistoren oder PIN-Dioden. Anwendung finden diese Schaltungsteile als HF-Modul beispielsweise in Mobiltelefonen, dem Wireless Local Area Network (WLAN), der Radartechnik oder bei rauscharmen Signalumsetzer (LNB) im Bereich von Satellitenempfängern.
Durch die Simulation können trotz des damit verbundenen hohen Rechenaufwandes verschiedene Optimierungen und Variationen im Aufbau ausprobiert bzw. empirisch gefunden werden, welche sich durch den Zeit- und Materialaufwand bei nur praktisch aufgebauten schaltungstechnischen Versuchen nicht gezielt finden lassen. Ein Schwerpunkt ist die Berechnung von Effekten der Elektromigration.
Neben einem SPICE-Algorithmus enthält ADS folgende Simulationsvarianten:
- Linear
- Harmonic Balance
- Circuit Envelope
- High-Frequency SPICE
- Convolution
- RF System Simulator
- Momentum
- Momentum Visualization
- Momentum Optimization
- Statistical Design
- Ptolemy
- HDL Co-Simulation